# 光の指す方へ/蕾
「光の指す方へ/蕾」（ひかりのさすほうへ/つぼみ）は、2008年6月18日に発売された、JiLL-Decoy associationの4枚目のシングル。

## 収録曲
1. 光の指す方へ
  - 作詞：chihiRo　作曲：kubota　編曲：JiLL-Decoy association

テレビ東京系アニメ『BLUE DRAGON 天界の七竜』オープニングテーマ
2. 蕾
  - 作詞：chihiRo　作曲：Jin Nakamura　編曲：Jin Nakamura・JiLL-Decoy association

テレビ東京系アニメ『BLUE DRAGON 天界の七竜』エンディングテーマ
3. ワイパーのリフレイン
  - 作詞：chihiRo　作曲：Jin Nakamura　編曲：Jin Nakamura・JiLL-Decoy association
4. 光の指す方へ(less vocal)
5. 蕾(less vocal)